# Valī Sīr Āb
Valī Sīr Āb (persiska: وَليسيراب, وَلی سيراب, Valīsīrāb, ولی سیر آب, Valī Sīrāb) är en ort i Iran.   Den ligger i provinsen Hamadan, i den nordvästra delen av landet, 300 km sydväst om huvudstaden Teheran. Valī Sīr Āb ligger 1 507 meter över havet och antalet invånare är 229.
Terrängen runt Valī Sīr Āb är varierad. Runt Valī Sīr Āb är det ganska tätbefolkat, med 124 invånare per kvadratkilometer. Närmaste större samhälle är Nahāvand, 17,6 km öster om Valī Sīr Āb. Trakten runt Valī Sīr Āb består till största delen av jordbruksmark.